# Steve Miner
Stephen C. „Steve” Miner (ur. 18 czerwca 1951 w Westport w stanie Connecticut, USA) – amerykański reżyser, producent oraz aktor filmowy, dwukrotnie nominowany do nagrody Emmy. Głównie kojarzony jednak z pracą reżyserską, udany debiut zaliczył w 1981 roku, tworząc sequel kultowego horroru Piątek, trzynastego (1980). Dziś znany przede wszystkim jest jako twórca dreszczowców klasy „B” oraz przebojowej komedii Tata i małolata (1994). Był też producenckim asystentem filmu Ostatni dom po lewej (1972), debiutanckiego horroru Wesa Cravena.

## Filmografia

### Reżyser
- Piątek, trzynastego II (1981, Friday the 13th Part 2)
- Piątek, trzynastego III (1982, Friday the 13th Part III)
- Dom (1986, House)
- Rasowy stypendysta (1986, Soul Man)
- Cudowne lata (1988-1989, The Wonder Years)
- Czarnoksiężnik (1989, Warlock)
- CBS Summer Playhouse (1989)
- Wild Hearts Can't be Broken (1991)
- Laurie Hill (1992)
- Wiecznie młody (1992, Forever Young)
- Diagnoza morderstwo (1993, Diagnosis Murder)
- Sherwood's Travels (1994)
- Tata i małolata (1994, My Father The Hero)
- Szpital Dobrej Nadziei (1994, Chicago Hope)
- Raising Caines (1995)
- Zgrywus (1996, Big Bully)
- Miłość czy kochanie (1996, Relativity)
- The Practice (1997)
- Jezioro marzeń (1998, Dawson's Creek)
- Halloween: 20 lat później (1998, Halloween H20: Twenty Years Later)
- Lake Placid (1999)
- Wasteland (1999)
- Felicity (2000)
- The Third Degree (2001)
- Kate Brasher (2001)
- Strażnicy Teksasu (2001, Texas Rangers)
- Home of the Brave (2002)
- Tajemnice Smallville (2002, Smallville)
- Karen Sisco (2003)
- Mów mi swatka (2003-2004, Miss Match)
- Agent przyszłości (2004, Jake 2.0)
- Summerland (2004)
- North Shore (2004)
- Wildfire (2005)
- Scarlett (2006)
- Dzień żywych trupów (2008, Day of the Dead)
- Blondynka w koszarach (2008, Private Valentine: Blonde & Dangerous)
- Za wszelką cenę (2009-nadal, Make It or Break It)

### Producent
- Manny's Orphans (1978)
- Here Come the Tigers (1978)
- Piątek, trzynastego II (1981, Friday the 13th Part 2)
- Czarnoksiężnik (1989, Warlock)
- Jezioro marzeń (1998, Dawson's Creek)
- Dzień żywych trupów (2008, Day of the Dead)

### Aktor
- Ostatni dom po lewej (1972, The Last House on the Left) – hipis
- Piątek, trzynastego III (1982, Friday the 13th Part III)
- Halloween: 20 lat później (1998, Halloween H20: Twenty Years Later) – pracownik szkoły
- Lake Placid (1999) – pilot samolotu